# Vojenský hřbitov (Pacov)
Vojenský hřbitov v Pacově na Pelhřimovsku se nachází jihozápadně od centra města směrem na Eš, po pravé straně cesty v lese u Ondřejova. Hřbitov o rozloze přibližně 1300 m² je chráněn jako nemovitá kulturní památka České republiky.

## Historie
Hřbitov byl založen během 2. světové války pro zemřelé zajaté německé vojáky z bývalého nedalekého zajateckého tábora. Příčinou úmrtí 284 mužů bylo převážně onemocnění tyfem.
Malý, zachovalý oplocený hřbitov obdélného půdorysu má velký dřevěný kříž, několik torzálních pomníků a sedm trojic kamenných křížů. Jména pohřbených jsou uvedena na čtyřech deskách, které jsou položeny u centrálního kříže. O památku mrtvých pečuje kromě města Pacov také německý Spolek pro péči o válečné hroby.

### Zajatecký tábor
Zajatecký tábor byl po skončení války zrušen a využit pro vojenskou dělostřeleckou posádku a poté údajně i pro tankový oddíl. Na části pozemku bylo vojenské cvičiště a poté pacovské motokrosové závodiště. V areálu se nacházejí zbytky vojenských budov, několik bunkrů a podzemních zařízení.